# Orsich-várkastély (Slavetić)
Az Orsich-várkastély (horvátul: Dvorac Oršić) egy erődített kastélyépület Horvátországban, a Jasztrebarszkához tartozó Slavetić településen.

## Fekvése
A falu nyugati szélén, egy három oldalról meredek dombon áll az Orsich család várkastélya.

## Története
A szlaveticsi birtokot Hunyadi Mátyás 1487-ben adta Orsich Péternek, ahol a 16. század elején a család felépítette várát, és amely 1869-ig a család székhelye és uradalmi központja volt. Az épület legrégibb magja még a 16. század elején épült fel, később többször bővítették. Valószínűleg még a 16. század második felében építették a délnyugati tornyot, majd a 17. században felépült a keleti szárny a főkapuval, melyen az 1639-es évszám olvasható. A déli szárnyat és nyugati szárny további részét a 18. században építették. A várkastélyon még később is történtek építések. A várkastély 1869-ben került Levin Rauch birtokába. Ezután a második világháborúig a Rauch család tulajdona volt. A rendszerváltás után a család visszavásárolta és jelenleg is az Ausztriában élő Rauch-Orsich család tulajdonában van.

## A várkastély mai állapota
A várkastély egy szabálytalan négyszög alakú központi udvar körül épült ki. Legrégibb része az öregtorony, melyen több gótikus részlet is fennmaradt. Az északi oldalon áll a kétemeletes várpalota, mellette az északnyugati torony. Az egyemeletes nyugati és a földszintes déli szárnyban főként gazdasági épületek találhatók. Az egyemeletes keleti szárnyon keresztül jutunk be az udvarra és a délkeleti bástyatoronyba. A várkastélyon szerencsésen ötvöződnek a gótikus, reneszánsz és barokk elemek, mint a lakótorony, konzolos árnyékszékek, lőrések és sarokerkélyek. A várkastély előtt valaha egy külső vár is lehetett. Alapfalainak több darabja részben romosan, részben konzerválva máig fennmaradt. A vár alatt egy kis kertet is kialakítottak, melyhez faragott lépcső és egy kis kapu vezetett. A várkastély jelenleg magántulajdon és nem látogatható.